# Округ Полк (Минесота)
Округ Полк (енгл. Polk County) је округ у америчкој савезној држави Минесота.

## Демографија
По попису из 2010. године број становника је 31.600, што је 231 (0,7%) становника више него 2000. године.
| Група             | 2000.          | 2010.          |
| Белци             | 28.994 (92,4%) | 28.497 (90,2%) |
| Афроамериканци    | 104 (0,3%)     | 270 (0,9%)     |
| Азијати           | 95 (0,3%)      | 218 (0,7%)     |
| Хиспаноамериканци | 1.502 (4,8%)   | 1.720 (5,4%)   |
| Укупно            | 31.369         | 31.600         |